# Carlos Henrique Pinheiro Chaves
Carlos Henrique Pinheiro Chaves CvA • 5 MPSD • MTMM • MSMM • MPCE • MOCE (São Pedro do Sul, 17 de Maio de 1951) é um Major General do Exército de Portugal.

## Carreira militar
Fez o concurso de ingresso à Academia Militar em Outubro de 1971, tendo concluído o curso de Infantaria, como segundo classificado, em Agosto de 1975.
Iniciou a carreira militar na Escola Prática de Infantaria, onde durante cinco anos desempenhou funções de Comandante de Pelotão de Instrução dos Cursos de Formação de Praças, Sargentos e Oficiais Milicianos, Instrutor de Cursos do Quadro Permanente, e, Comandante de Companhia de Instrução.
Após a conclusão do Curso de Promoção a Capitão que realizou em 1979/1980, com a classificação de "Bom", foi colocado na Academia Militar, onde durante três anos (1980-1983), desempenhou as funções de Instrutor, Adjunto do Departamento de Formação Militar e Comandante de Companhia em Exercícios Finais de 1982 e 1983.
Possui o Curso de Transmissões das Armas e de Formação de Instrutores, este realizado na Base Aérea nº 2 (OTA) onde obteve a classificação de "Muito Apto". Em Setembro de 1983 foi nomeado Ajudante de Campo do Ministro da Defesa Nacional, cargo que exerceu até Fevereiro de 1985.
Foi posteriormente colocado no 1° BIMOTO/ 1.ª BMI em Tomar onde foi Comandante da 2.ª Companhia de Atiradores, Comandante de Companhia de Instrução e Chefe da Secção de Pessoal do Regimento de Infantaria n.º 15 em acumulação.
Em Maio de 1986 regressou à Academia Militar onde exerceu funções de Adjunto do Departamento de Formação Militar até Outubro de 
1987.
Frequentou de Outubro de 1987 a Fevereiro de 1988, no Instituto de Altos Estudos Militares (IAEM), o Curso Geral de Comando e Estado-Maior (CGCEM) onde obteve a classificação de "Bom".
Exerceu as funções de Comandante do 2.° Batalhão do Corpo de Alunos da Academia Militar no período de 22 de Fevereiro de 1988 a 1 de Outubro de 1989. Frequentou de Outubro a Julho de 1990 no IAEM o Curso de Estado-Maior (CEM), onde obteve a classificação de apto.
Desempenhou de 21 de Março de 1990 a 30 de Outubro de 1991 as funções de Ajudante de Campo do Ministro da Defesa Nacional (MDN).
Nomeado por despacho de 31 de Outubro de 1991, Adjunto do Gabinete do MDN para desempenhar as funções de Adjunto Pessoal e Porta-voz do MDN, cargo que exerceu, até 15 de Março de 1995;
Exerceu de Maio de 1994 a Fevereiro de 1995 as funções de Presidente do Conselho Fiscal da EID – Empresa de Investigação e Desenvolvimento.
Nomeado Chefe de Gabinete do Ministro da Defesa Nacional por Despacho de 16 de Março de 1995, cargo que exerceu até 28 de Outubro de 1995.
De 31 de Outubro de 1995 a 1 de Janeiro de 1997 desempenhou as funções de Chefe de Gabinete de Estudos e Planeamento da Academia Militar.
De 1 de Janeiro 1997 até 15 de Janeiro de 1999 desempenhou as funções de Chefe do Gabinete de Apoio ao Comando da Academia Militar.
De 6 de Maio de 1999 a 19 de Julho de 2002, desempenhou as funções de Adido de Defesa junto das Embaixadas de Portugal em Paris, acumulando idênticas funções junto da Embaixada de Portugal na Bélgica e no Luxemburgo.
De 29 de Julho de 2002 a 31 de Julho de 2003 foi Comandante do Regimento de Infantaria n.º 14, em Viseu.
No ano lectivo de 2003/2004 frequentou o Curso Superior de Comando e Direcção no Instituto de Altos Estudos Militares
De 1 de Agosto de 2004 a Outubro de 2005 desempenhou as funções de Adjunto do Tenente General Comandante da Instrução do Exército.
Em 3 de Novembro de 2005 foi graduado no actual posto para desempenhar funções na Guarda Nacional Republicana (GNR).
Em reunião de 2 de Dezembro de 2005 do Conselho Superior de Defesa Nacional foi confirmada a sua promoção ao actual do posto com data de antiguidade referida a 24 de Novembro de 2005.
Em 15 de Dezembro de 2005 assumiu as funções de Comandante da Escola da Guarda Nacional Republicana, promovendo uma modernização rápida e uma profunda mudança das estruturas de formação da Guarda Nacional Republicana, cessou funções em 15 de Setembro de 2008.
Entre 15 de Setembro e 31 de Dezembro de 2008, desempenhou as funções de Inspector da Guarda, nas instalações do Comando-Geral da GNR.
Em 1 de Janeiro de 2009, fruto da reestruturação da Guarda Nacional Republicana, assumiu as funções de Comandante do Comando da Doutrina e Formação, órgão superior de comando e direcção, criado nos termos da nova lei orgânica da Guarda Nacional Republicana, cargo que desempenhou até Maio de 2010, altura em que por imperativos de idade passou à reserva.

### Louvores
Possui averbados dezanove louvores sendo 4 de Ministro, 2 de Chefe de Estado-Maior General das Forças Armadas, 3 de Chefe de Estado-Maior do Exército e 7 de Oficial General, e é condecorado com cinco Medalhas de Prata de Serviços Distintos, Medalha de Mérito Militar (2.ª e 3.ª classes), D. Afonso Henriques (2.ª classe), Medalha Militar de Comportamento Exemplar (Ouro e Prata).
Enquanto Tenente-Coronel foi agraciado com o grau de Cavaleiro da Ordem Militar de Avis, a 2 de Fevereiro de 1987, e, já General das Forças Armadas, foi feito Cavaleiro da Ordem Nacional do Mérito de França a 20 de Abril de 2006.

## Ligação externa
- «Página Oficial da Guarda Nacional Republicana»